# Anna Laminit
Anna Laminit, född 1480, död 1518, var en österrikisk örtläkare och hungerhelgon. 
Hon var från 1497 bosatt som gäst i karmelitklostret Sankt Anna i Augsburg, där hon gjorde sig känd som ett så kallat hungerhelgon, det vill säga en person som påstod sig avstå från mat men ändå klara sig av religiösa skäl, och mottog religiösa visioner av Gud. Hon väckte stor uppmärksamhet och besöktes också av kejsaren och kejsarinnan, som lyssnade till hennes visioner och predikningar. 1503 stod hon på höjden av sitt inflytande, och övertalade framgångsrikt kejsarinnan att arrangera den första offentliga botgöringsprocessionen i Augsburg på mycket länge. Kejsarens syster Kunigunda avslöjade 1513 Laminit som en bedragare då hon upptäckte att denna åt i hemlighet. Kejsaren lät då förvisa Laminit från Augsburg. 
Laminit bosatte sig i Freiburg, där hon gifte sig med en pilmakare och etablerade sig som örtläkare. När en av hennes patienter avled av hennes medicin, åtalades hon för häxeri, dömdes till döden och avrättades genom dränkning. 